# Руда (притока Цетини)

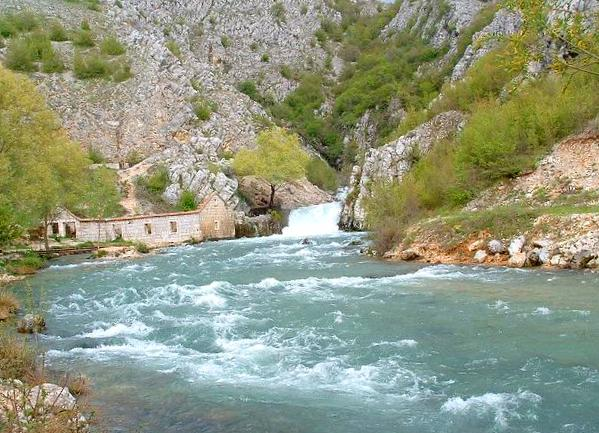
Річка Руда, покинутий водяний млин

Руда (хорв. Ruda) — ліва притока річки Цетини.

## Опис
Витікає поблизу села Руда в общині Оток.  Впадає у Цетину північніше від міста Триль. 
Ліва притока Руди — річечка Граб.
Бетонованим каналом пов'язана із ГЕС Орловац, яка працює на воді зі штучної водоймою Бушко Блато (Бушко Єзеро).

## Цікаві факти
- У річці Руда водиться декілька видів риб, серед яких і форель. Восени 2010 року тут було проведено етап світової першості зі спортивного вилову форелі[2].
- На берегах Руди розвинений зелений або «сільський» туризм. Одним із цікавих місць на річці вважається покинутий водяний млин (на фото). Біля річки Руди знімалися деякі сцени серії фільмів про Віннету, де грав Гойко Мітіч.